# Jacques Freitag
Pour les articles homonymes, voir Freitag.
Jacques Freitag est un athlète sud-africain né le 11 juin 1982 à Warrenton (Afrique du Sud) (en) et mort en juin 2024 à Pretoria. 
Sa mère, Hendrina Pieters, est une ancienne championne sud-africaine de saut en hauteur et fut son entraîneur à ses débuts. À 10 ans, il remporta le concours du saut en hauteur des écoles primaires d'Afrique du Sud avec 1,53 m. En 1999, il remporte le titre national cadet avec une barre franchie à 2,20 m. La même année, lors des championnats du monde d'athlétisme espoir à Bydgoszcz, il obtient son premier titre mondial avec 2,16 m passé. Il ne fut pas sélectionné pour les Jeux olympiques d'été de 2000 malgré une meilleure performance mondiale à 2,30 m cette année-là. Deux mois après les Jeux il décroche le titre mondial chez les juniors grâce à un saut de 2,24 m.
En 2002, il bat le record sud-africain de la discipline par trois fois. Il se blessa et fut privé de la Coupe du monde ainsi que des Jeux du Commonwealth de 2002.
En 2003, il remporte le titre mondial chez les seniors à Paris grâce à une barre effacée à 2,35 m. C'est le premier athlète à remporter les titres mondiaux en cadet, junior et senior. Il passa à côté de ses Jeux olympiques à Athènes en finissant 13e avec seulement 2,20 m. Cependant neuf jours plus tard, il passa 2,34 m sur le même sautoir que le recordman du monde, Javier Sotomayor.
C'est au meeting d'Oudtshoorn en 2005, avec 2,38 m, qu'il établit son record personnel. Sa performance lui permet d'obtenir le record d'Afrique.
Alors qu'il était porté disparu depuis plusieurs semaines, le 1er juillet 2024, le corps sans vie de Jacques Freitag est retrouvé dans la ville de Pretoria, il aurait été abattu. La police sud-africaine ouvre une enquête pour meurtre.

## Palmarès

### Championnats du monde d'athlétisme
- Médaille d'or au saut en hauteur aux championnats du monde d'athlétisme 2003 de Paris Saint-Denis,  France

### Championnats du monde junior d'athlétisme
- Médaille d'or au saut en hauteur aux championnats du monde junior d'athlétisme 2000 de Santiago,  Chili

### Championnats du monde d'athlétisme jeunesse
- Médaille d'or au saut en hauteur aux Championnats du monde d'athlétisme jeunesse 1999 de Bydgoszcz,  Pologne